# Master class
Master class (engelska, av master, 'mästare', och class, 'klass') är undervisning eller instruktion i grupp, ledd av en "mästare" inom området, under en begränsad tidsperiod – ett veckoslut eller en vecka. Begreppet används bland annat inom musik och avser då undervisning eller instruktion av en framstående musiker.